# Mymsa
Mymsa fou una marca catalana de motocicletes i petits vehicles industrials, fabricats per l'empresa Motores y Motos, S.A. a Barcelona entre 1953 i 1963. Amb fàbrica al número 29 del carrer Torras i Bages del barri de Sant Andreu, l'empresa fou fundada pels germans Josep i Jaume Aragall.
Al llarg dels seus deu anys d'activitat (durant els quals fabricà motors, motocicletes de fins a 175 cc, tricicles industrials i motocarros), Mymsa destacà per la seva creativitat, la varietat dels seus productes i les avançades solucions tecnològiques que hi aplicava.

## Història
Francesc Aragall fou un constructor de carros de tracció animal abans de l'aparició de l'automòbil. Més tard va adaptar el seu ofici als nous vehicles, després d'haver treballat a la secció de carrosseries de Ford Motor Ibérica (empresa que s'havia instal·lat a Barcelona el 1923). El 1929 fundà l'empresa familiar Talleres Aragall y Compañía al barri del Clot (concretament, al carrer Soler i Rovirosa). Els seus fills, Josep i Jaume Aragall i Martorell (futurs creadors de la marca MYMSA), varen iniciar la seva activitat professional dins el ram de la mecànica al taller familiar, completant l'aprenentatge amb la formació tècnica de mestratge industrial que varen estudiar a l'Escola Industrial de Barcelona.

### Antecedents: Tallers Aragall
El seu era un taller de reparació general d'automòbils i camions que disposava tant de seccions de reparació mecànica com de carrosseria i planxa, pintura, tapisseria i electricitat, així com una de secció de forja i de mecanització i ajustament. Després de la guerra civil espanyola, l'empresa tornà a l'activitat el 1940. Durant els primers anys de la postguerra, els germans Aragall endegaren diverses iniciatives conjuntament amb el seu pare i l'oncle Guillem, com ara la instal·lació de gasògens de disseny propi en cotxes i camions. El 1947, l'empresa es traslladà a uns locals més amplis, al carrer del Clot cantonada Gabriel i Galán. El 1949, Tallers Aragall esdevingué agència Ford i, entre altres iniciatives, fou uns dels primers tallers d'introduir a Barcelona el servei de camió-grua modern, dissenyat i construït per ells mateixos a partir d'un Ford 8 cilindres. També s'iniciaren en el carrossat d'autocars dirigits per son pare, i crearen amb aquest l'empresa de transport discrecional "Tallers Aragall i Companyia".

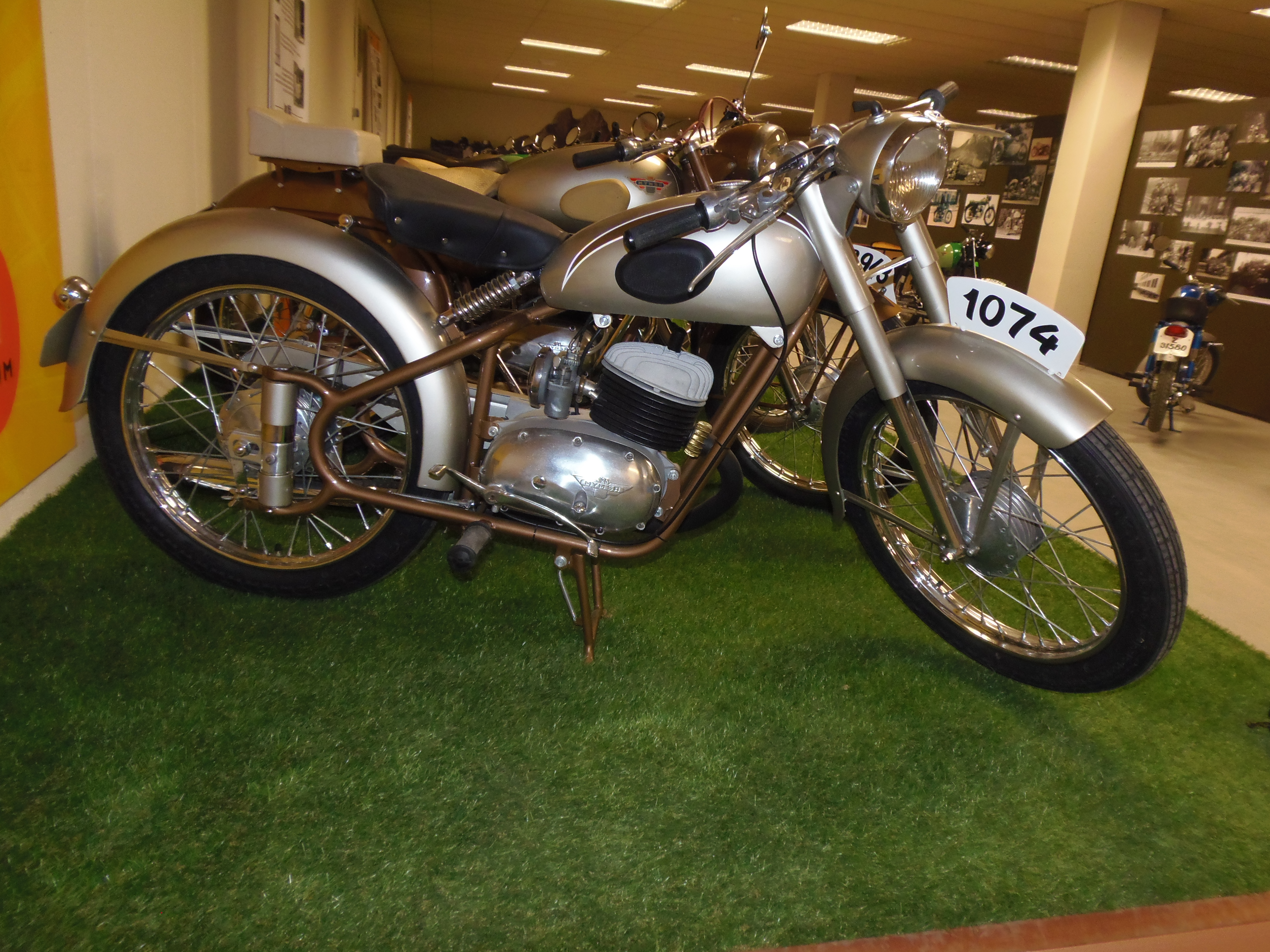
El primer prototipus de 1952: una Ardilla amb motor Mymsa de 125 cc

Apassionats per la mecànica, els germans Aragall s'introduïren en el món de les competicions d'automobilisme el 1950. Josep, el germà gran, participà amb èxit en diverses curses de midgets amb un cotxe de construcció pròpia "TAC" (amb motor DKW), juntament amb son germà Jaume, qui ho feia amb un cotxe preparat per ells amb resultats encara millors. L'any següent, 1951, decidiren de construir un motor de motocicleta de disseny propi, aprofitant que en aquella època aquests vehicles havien esdevingut els més populars. Abans de començar-ne la producció en sèrie, però, exploraren encara nous projectes: una canoa amb motor dintre borda i un turisme esport biplaça, amb mecànica Fiat.

### 1951, el projecte de la motocicleta
La tardor de 1951, els germans Aragall començaren a treballar en el seu projecte de motor per a motocicleta. Observant els productes de la competència, consideraren que podien millorar el disseny de les motocicletes fabricades fins al moment tot apostant per solucions mecàniques avançades basant-se en dissenys propis dels principals components de la moto. Per al seu primer prototipus prengueren com a base una Ardilla, ja que la fàbrica d'aquella empresa era molt a prop de la de Mymsa, i li canviaren el motor pel que ells havien construït. Les traves burocràtiques imposades per les autoritats franquistes endarreriren el procés de desenvolupament fins al juny de 1953, quan finalment pogueren presentar a la Fira de Mostres de Barcelona la primera motocicleta MYMSA, un model anomenat A-1 de 125 cc que oferia 5,6 CV a 4.900 rpm. Un cop obtinguts tots els permisos, es constituí la societat mercantil Motores y Motos, S.A., MYMSA, amb seu a Barcelona.

### 1954, naixement de Mymsa

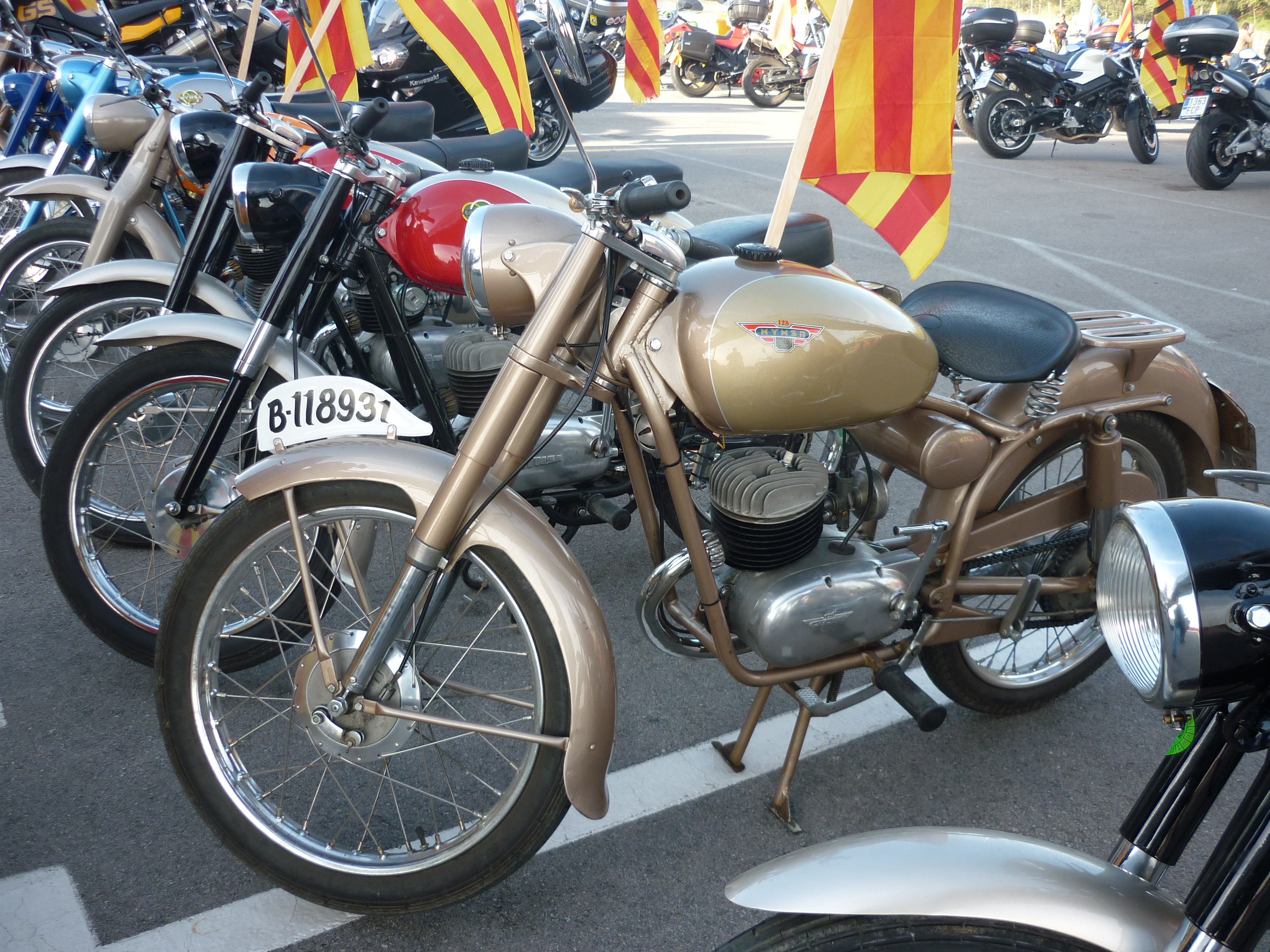
El primer model de Mymsa, lA-1 (a la foto, un exemplar de la versió de 1955)

La societat es constituí definitivament a començaments de 1954, amb un capital social inicial de 2.000.000 de pts que aportaren a parts iguals Narcís Paricio (soci inversor) i la família Aragall, representada pels germans Francesc i Guillem i els fills de Francesc, Josep i Jaume, responsables directes del disseny industrial de l'empresa. El primer president-gerent de Mymsa fou en Guillem Aragall. La primera relació de treballadors de l'empresa era aquesta: Tomàs Frasquet, Vicente Angulo, Alberto Vélez, Carles Casas, Josep Fontanellas, Enric Cano i Rosendo Carrasco.
L'empresa es traslladà a l'antiga seu de Tallers Aragall, al carrer Soler i Rovirosa, local de 400 m2 recentment reformat. La manca de maquinària adient degut a l'aïllament internacional, unida a les restriccions elèctriques (efectes tots dos del règim totalitari sorgit de la revolta militar) complicaren molt els primers anys de producció. A més a més, en aquella època d'autarquia costava molt d'aconseguir materials i components de qualitat, ja que a l'aïllada Espanya d'aleshores no se'n produïen i calia importar-los. Atès que, per a fer-ho, es necessitaven divises i l'única manera d'aconseguir-ne era per mitjà de l'exportació, Mymsa va trobar la solució a aquest problema tot dedicant-se a exportar taronges que, prèviament, comprava en grans quantitats a llauradors valencians (una pràctica, d'altra banda, que ja havia estat emprada abans per Montesa).
Tot i les complicacions de l'època, el primer any de funcionament a ple rendiment es fabricaren 263 motocicletes (a primers de juny sortí la moto número 100 de la cadena de muntatge). Inicialment les motos anaven pintades de color marró, amb el dipòsit bicolor marró i argentat, per anar variant cap a negre, amb el dipòsit en verd a dos tons. Aviat, les vendes es varen anar enfilant en progressió geomètrica, de manera que en qüestió de dos o tres anys Mymsa fabricava unes 2.000 motos anuals. Al llarg de la seva etapa d'activitat, l'empresa va produir vora 11.000 motocicletes i va arribar a tenir en plantilla 70 treballadors.
El següent producte produït per l'empresa fou el motocarro Rana 3R, un tricicle de carrosseria autoportant tancada, equipat amb el motor de 125 cc procedent de la motocicleta Mymsa A-1. Pesava 250 kg i era apte per al transport de 200 kg de càrrega en un espai útil d'1,3 m3. L'any 1954 es tancà amb la participació en cinc proves esportives, iniciant un costum que fou una constant de la marca.

### Creixement de l'empresa

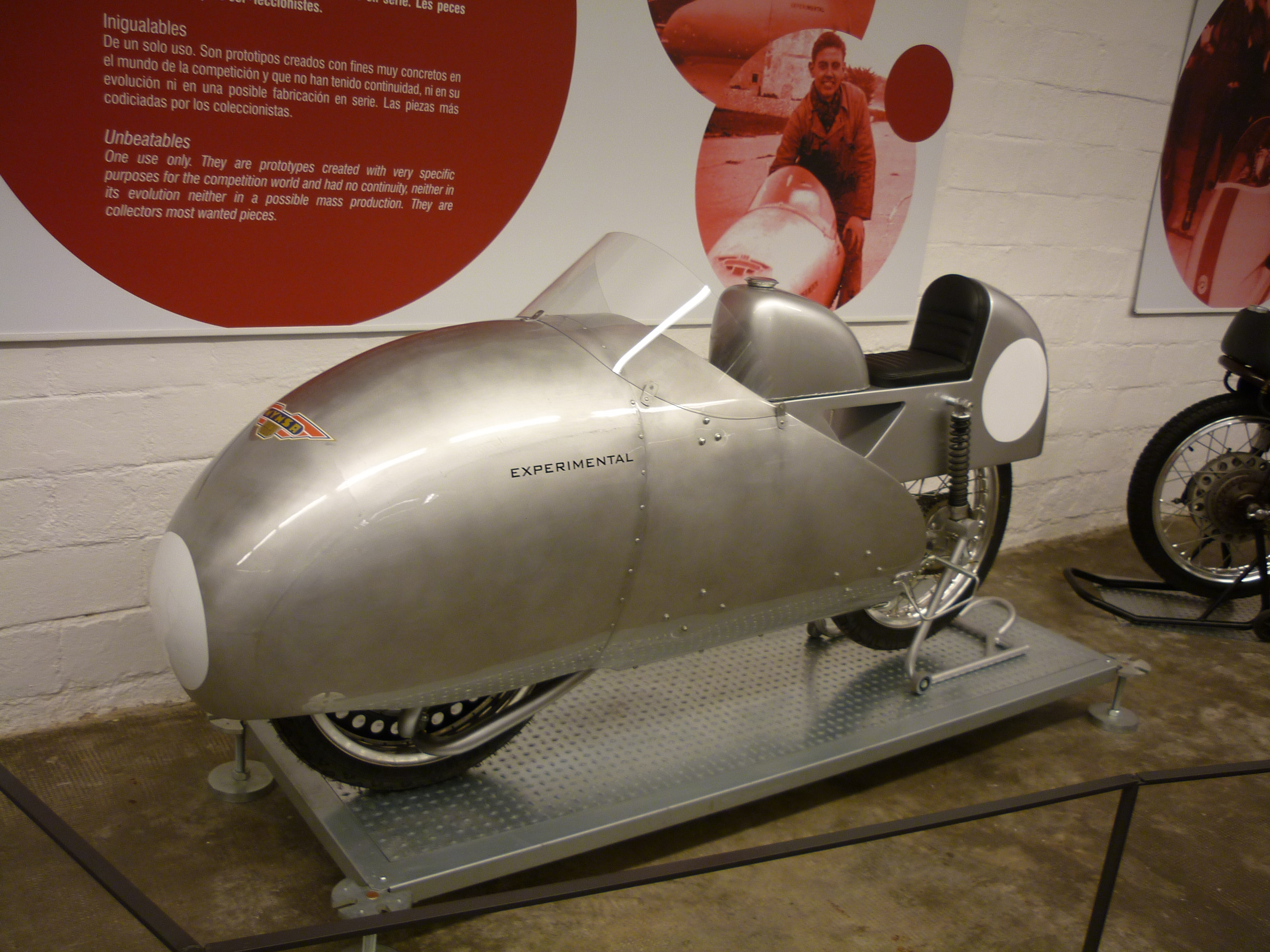
La Mymsa Experimental 125cc de 1955

El 1955 s'endegà el projecte de la Mymsa Experimental, una moto amb carrosseria monocasc autoportant i suspensió anterior helicoidal, equipada amb una versió millorada del motor Mymsa 125 cc. La moto es provà el 18 de març de 1955 al circuit Terramar de Sant Pere de Ribes, amb excel·lents resultats. Es tractava d'un aparell revolucionari amb el qual Mymsa demostrava l'alt nivell de sofisticació tècnica i de disseny de què disposava, alhora que mirava d'experimentar avenços tecnològics per tal d'aplicar-los després a la sèrie. La iniciativa, però, no passava de ser un exercici de màrqueting, a la recerca de potenciar la imatge de marca de l'empresa, i no tirà endavant a causa de l'elevat pressupost que hagués calgut per a seguir evolucionant el prototipus.
El mateix any, 1955, es presentà un prototipus de furgoneta Mymsa 4R diesel, de 4 rodes (una mena de microcotxe) propulsada per un motor de 500 cc de dos temps i 16 CV de potència a 3.000 rpm. Inspirat en el model de la furgoneta HY de Citroën, el projecte no pogué tirar endavant pels habituals entrebancs posats per les autoritats franquistes, que no donaren l'autorització de fabricació corresponent.
Poc després, els dies 1 i 2 de juliol se celebrà la primera edició de les 24 hores de Montjuïc. Mymsa hi participà amb un equip format per Valerià Batallé i Josep Gavaldà, els quals pilotant una Mymsa A-1 125 cc de sèrie finalitzaren en 20a posició, sobre el total de 44 participants. Durant la temporada de 1955, la marca prengué part en una vintena més de proves esportives.
El primer model produït, la Mymsa A-1, tingué una bona acollida al mercat i el ritme de vendes aviat feu petita la fàbrica del carrer Soler i Rovirosa. Cap a finals d'any la xarxa de distribució ja arribava a les 75 agències, repartides per Catalunya i la resta de l'estat espanyol. El mes de setembre, la societat acordà iniciar un projecte de trasllat a una fàbrica nova. L'any es tancà amb la fabricació de 534 motocicletes i una xifra indeterminada de tricicles motocarros.
Durant els any següents, l'empresa es traslladà a una nova fàbrica més espaiosa, al carrer Torras i Bages del barri de Sant Andreu. La producció anà creixent i any rere any treia al mercat nous productes, essent-ne un dels més recordats la X-13 de 1958, amb motor de 175 cc. L'aparició d'aquest model implicà canvis importants en la cadena de muntatge, ja que es decidí fabricar-lo amb xassís autoportant de xapa estampada, tipus "espina de peix", que en feia més fàcil i ràpida la fabricació (els components es collaven directament a la xapa, en cadena, sense caldre utillatges complicats).

### Decadència i final
L'empresa, però, no pogué superar la crisi del sector provocada per l'aparició del SEAT 600 a començaments de la dècada de 1960 i la manca total de suport d'un règim advers. Tot i que el tancament de Mymsa obeïa a factors conjunturals diversos, hi hagué tres motius fonamentals que acabarien per fer inviable econòmicament l'empresa: la denegació del permís per a fabricar l'automòbil el 1956, el fracàs dels nous materials emprats en la X-13 el 1958 i el canvi de la normativa espanyola relativa als velomotors de 1961.

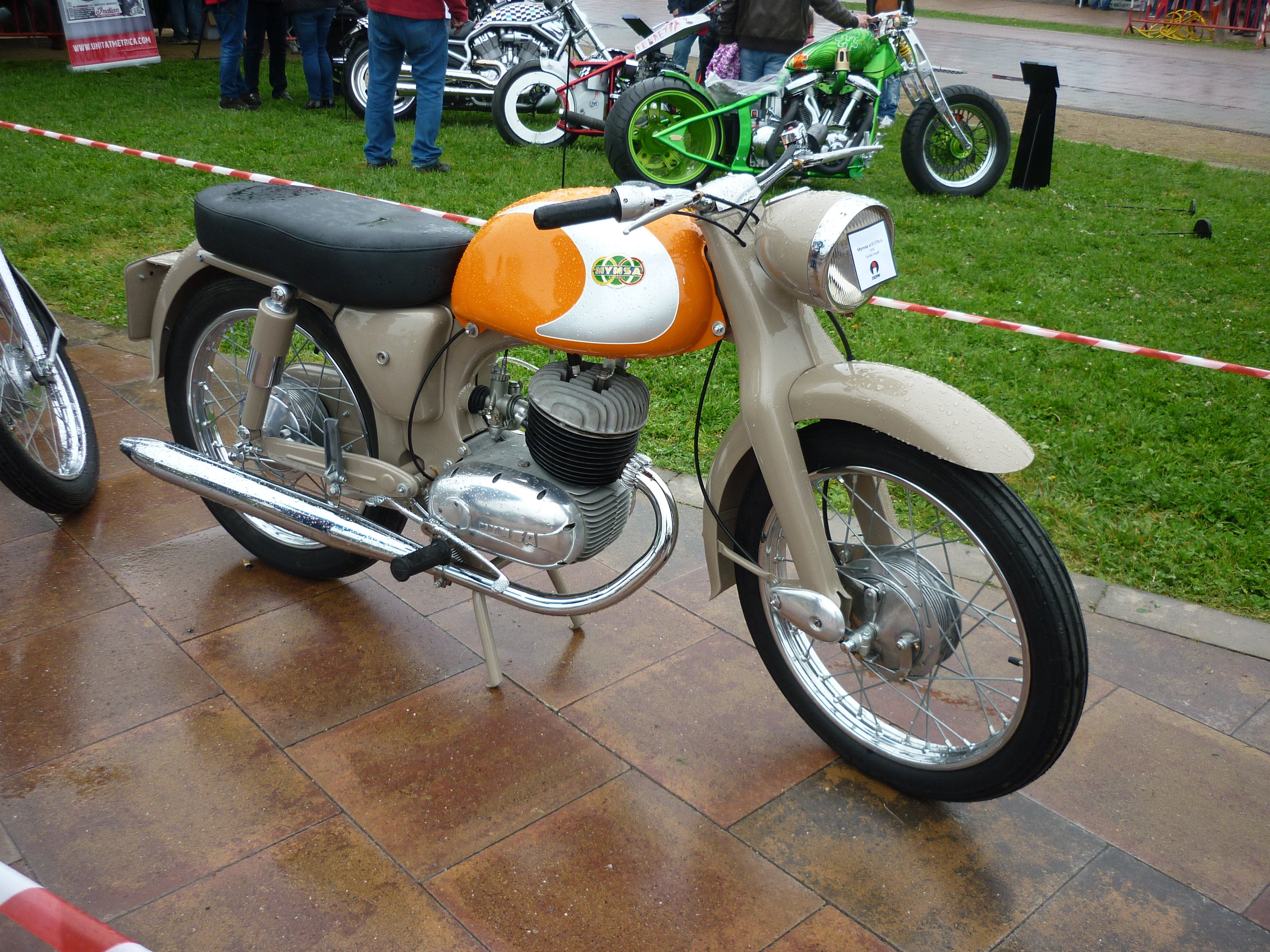
Mymsa X-13 175cc de 1958

D'una banda, la negativa del règim a la sol·licitud de fabricació del cotxe, quan l'empresa ja hi comptava hi havia fet les seves inversions en aquest sentit, fou un trasbals considerable. Més tard, la inversió feta en la X-13, pel que fa als canvis en la cadena de muntatge i les elevades previsions de vendes, es veié frustrada a causa de la mala qualitat de la xapa de l'època, que feia que la forquilla anterior s'esquerdés en no aguantar els forts sotracs habituals aleshores (carreteres dolentes i carrers amb llambordes), amb la qual cosa s'hagué de tirar enrere i tornar al sistema de xassís tubular convencional, amb pèrdues econòmiques considerables.
Finalment, quan l'aparició del 600 ja havia fet davallar les vendes dràsticament i Mymsa s'havia reorientat com a fabricant de velomotors amb la Z-61 de 74 cc, llançada el 1961, la normativa legal espanyola sobre ciclomotors canvià el maig d'aquell mateix any i passà a considerar motocicleta tot vehicle de dues rodes que superés els 50 cc. Això provocà que la 74 ja no pogués oferir els avantatges legals i econòmics anteriors (conducció sense carnet, matrícula ni assegurança), esdevenint doncs una moto de baixa cilindrada i sense sortida al mercat. Mirant de salvar la situació, els Aragall decidiren treure'n una versió apujada a 98 cc i enfocar-les totes dues al vessant del lleure i a la competició, amb sengles versions preparades per a velocitat i motocròs. La situació va durar fins que el soci capitalista, majoritari, va tancar definitivament l'empresa el 1963, deu anys després de la seva fundació.

## Actualitat
D'ençà de la dècada de 1990, els cosins Josep i Jaume Aragal, fills dels dos germans fundadors, duen a terme una tasca de recuperació i conservació de tot allò relacionat amb l'empresa dels seus pares, havent aplegat i restaurat una bona col·lecció de motocicletes Mymsa. Actualment, la col·lecció es pot visitar al museu que els cosins Aragall han habilitat en una nau situada dins la finca de Can Paiàs, a Santa Eulàlia de Ronçana.

## Producció

### Motocicletes
Deixant de banda el seu model X-3 Rural (que tenia poc a veure amb una motocicleta estàndard), la producció de motos de Mymsa es va basar en tres models: la inicial A-1 125 cc (i les seves evolucions posteriors) fins al 1957, la X-13 175 cc llançada el 1958 i la darrera, la Z-61 74 cc de 1961. Cadascun d'aquests models es renovava anualment (la majoria de vegades, amb simples retocs estètics) i es presentava en públic al maig, durant el Saló de l'Automòbil de Barcelona.

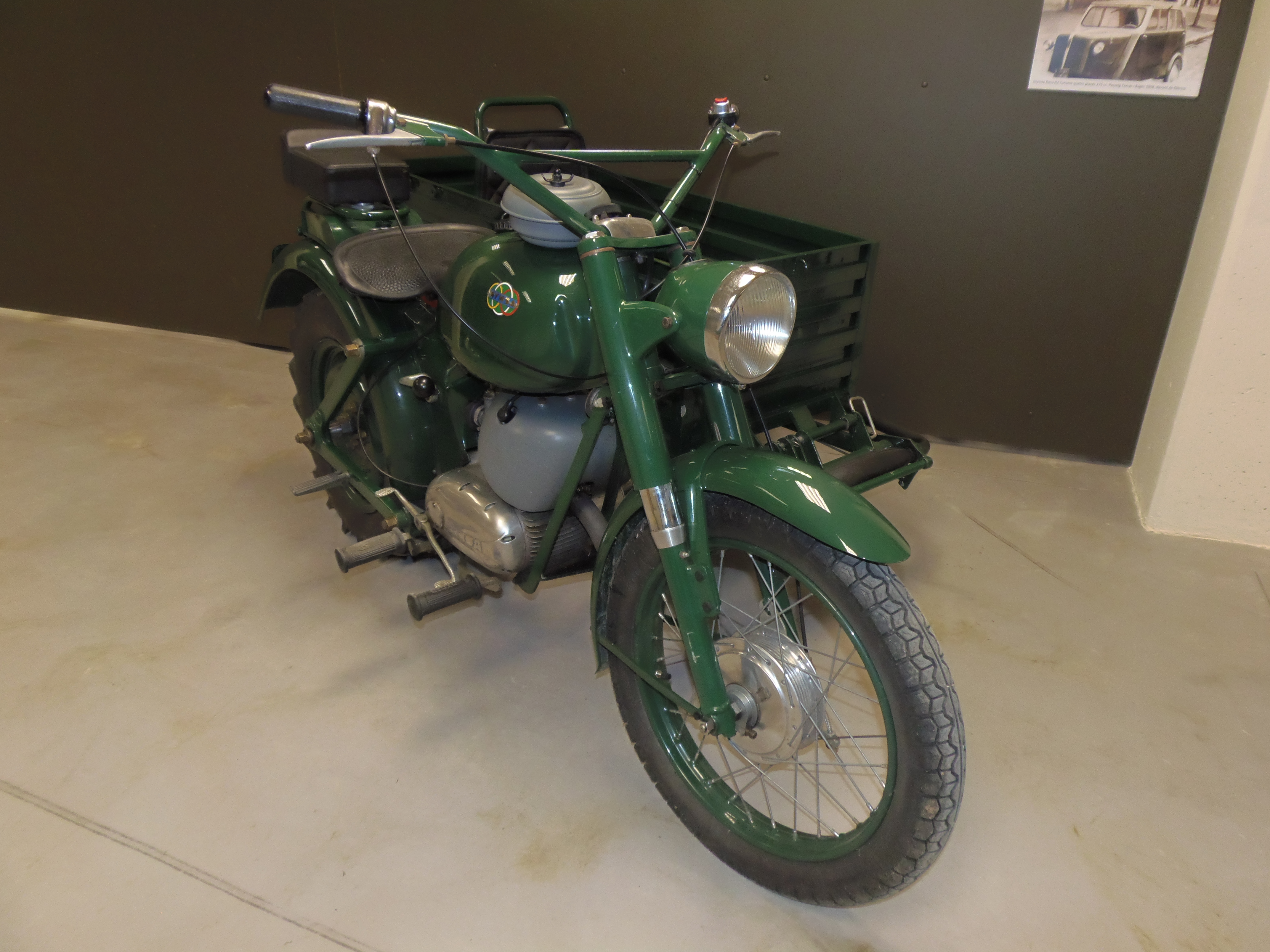
La Mymsa X-3 Rural 175 cc de 1959

En l'apartat mecànic, tots tres models tenien en comú un canvi de marxes de tres velocitats i, a més, els dos inicials (125 i X-13) incorporaven l'anomenat "Sistema Schnürle" al motor per tal de millorar-ne les prestacions a baixes revolucions, a la recerca d'una potència que permetés la càrrega de dues persones o, fins i tot, d'un sidecar o remolc addicional. Amb l'aparició del darrer model, la 74, el sistema Schnürle fou desestimat per tal d'aconseguir un motor amb bon rendiment a altes revolucions, ja que es volia oferir un comportament esportiu.
En l'aspecte tecnològic, Mymsa fou sempre una empresa innovadora: entre altres primícies, fou dels primeres fabricants a idear un motor monobloc (fins aleshores, els motors constaven de dos blocs diferenciats) i a introduir el basculant a la península Ibèrica (abans, la suspensió posterior es basava en molles o dispositius aplicats directament sobre l'ancoratge de la roda); també va idear un sistema de ventilació del bloc del motor, a base d'aletes, que incorporà al model X-13 (per bé que aquest sistema deixava de funcionar amb l'acumulació de pols o fang a les aletes).
Un dels principals mercats de Mymsa fou la zona del Priorat i rodalia, on l'empresa vengué gran nombre de motocicletes, moltes d'elles a pagesos que les feien servir per als seus desplaçaments diaris o, fins i tot, com a vehicle de càrrega amb remolc inclòs. També a les illes Balears hi havia demanda de Mymsa; en aquest cas, com feien altres fabricants, l'empresa optà per adaptar els seus productes a la idiosincràsia d'aquell mercat, molt menys exigent pel que fa als acabats i qualitat dels materials (en no haver-hi grans distàncies a recórrer, els usuaris es conformaven amb productes més senzills).

#### La X-3 Rural
Un projecte molt innovador fou la X-3 Rural de 1959, una motocicleta agrícola amb motor de petroli, sis marxes endavant i dues endarrere, tracció a les dues rodes del darrere amb diferencial, autoblocant i una presa de força que permetia l'acoblament d'accessoris per a treballar la terra (com ara arades o segadores). Molts pagesos de l'època la feien servir com a petit tractor.

### Vehicles de 3 i 4 rodes

#### Camionetes i tricicles

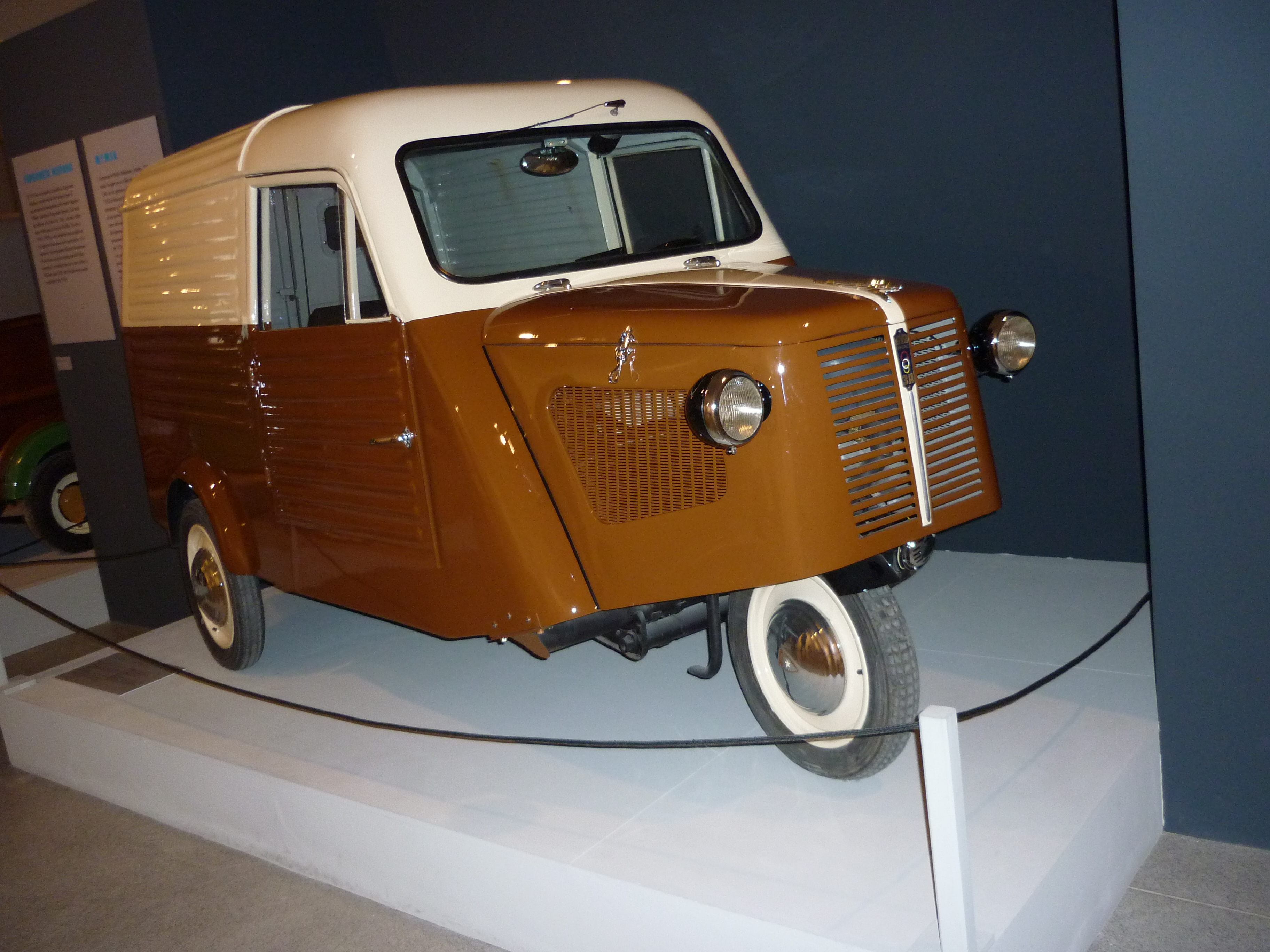
Mymsa Rana 3R 175cc, motocarro de 1956

El 8 de juny de 1956 l'empresa sol·licità l'ampliació d'indústria per a la fabricació de camionetes, demanant de construir 62 motors dièsel de 500 cc i 50 xassís de camioneta en comptes de 50 tricicles, a conseqüència de la presentació del prototipus Furgón Rana 4R Diesel a la Fira de Mostres de Barcelona de 1955. Es tractava d'un model molt compacte i de línies inspirades en la furgoneta H de Citroën, amb un motor monocilíndric dos temps dièsel (80 x 100 mm, 502 cc), relació de compressió 16:1 i 16 CV a 3.000 rpm, alimentació per bomba TDZ i regulador Mymsa.
La gamma de vehicles de tres rodes s'amplià amb el potent model 650 GA 12 (bicilíndric de quatre temps i 650 cc, 15 CV, amb 750 kg de càrrega útil) amb línies semblants a les del seu germà petit.

#### El Microcotxe
A partir de 1956, partint del model de tricicle Rana 3R (inspirat en el Tempo alemany) Mymsa va construir el prototipus d'un turisme de quatre portes apte per a quatre places, conservant les línies generals i mecànica de sèrie del motocarro. Malgrat que la idea no era gens forassenyada i es podia haver aconseguit un senzill element de transport familiar i econòmic, l'administració franquista no va autoritzar el seu pas a la fabricació en sèrie.

#### Autocarros
L'empresa escometé diversos projectes que tampoc no arribaren a la producció, com ara un autocarro de quatre rodes amb cabina avançada per a dues places i caixa de càrrega, propulsat per un monocilíndric dos temps de 275 cc (la sol·licitud de data 26 de març de 1959, per a la fabricació de vehicles de quatre rodes, fou denegada novament per l'administració franquista). Un dels darrers models de càrrega fou el motocarro VYP-62 de només 100 cc, projectat poc abans de la fi de l'empresa.

### Llista de models
Tot seguit es relacionen els vehicles produïts per Mymsa al llarg de la seva existència, ordenats cronològicament per l'any de la seva aparició. La llista contempla tant els prototipus (cas en el qual s'indica expressament), com els models fabricats en sèrie.
| Any  | Model                   | Cilindrada | Tipus de vehicle                   |
| ---- | ----------------------- | ---------- | ---------------------------------- |
| 1952 | Ardilla amb motor Mymsa | 125 cc     | Motocicleta (prototipus)           |
| 1953 | A-1                     | 125 cc     | Motocicleta                        |
| 1954 | A-1 Earles              | 125 cc     | Motocicleta (prototipus)           |
| 1954 | Rana 3R                 | 125 cc     | Tricicle de transport              |
| 1955 | A-1 2ª sèrie            | 125 cc     | Motocicleta                        |
| 1955 | Experimental            | 125 cc     | Motocicleta (prototipus)           |
| 1955 | Rana 4R D-500 A-1       | 500 cc     | Furgoneta (prototipus)             |
| 1956 | 175                     | 175 cc     | Motocicleta                        |
| 1956 | 56C                     | 125 cc     | Motocicleta                        |
| 1956 | Rana 3R D-500 A-2       | ?          | Tricicle de transport              |
| 1956 | Rana 3R                 | 175 cc     | Microcotxe (prototipus)            |
| 1956 | Rana 3R                 | 175 cc     | Tricicle de transport              |
| 1956 | Sport                   | 125 cc     | Motocicleta (competició velocitat) |
| 1957 | 57C                     | 125 cc     | Motocicleta                        |
| 1957 | 58C                     | 125 cc     | Motocicleta                        |
| 1958 | Autotransportador       | -          | Carro/Remolc                       |
| 1958 | Sport                   | 175 cc     | Motocicleta (competició velocitat) |
| 1958 | T-650 GA 12             | 650 cc     | Tricicle de transport              |
| 1958 | X-13                    | 175 cc     | Motocicleta                        |
| 1959 | X-11                    | 125 cc     | Motocicleta                        |
| 1959 | X-12                    | 175 cc     | Motocicleta                        |
| 1959 | X-13 Cross              | 175 cc     | Motocicleta (competició motocròs)  |
| 1959 | X-3 Rural               | 175 cc     | Tricicle agrícola                  |
| 1960 | T-350 GA 12             | ?          | Tricicle de transport              |
| 1960 | X-11 2ª sèrie           | 125 cc     | Motocicleta                        |
| 1960 | X-11 Speed              | 125 cc     | Motocicleta (prototipus)           |
| 1960 | X-15                    | 175 cc     | Motocicleta                        |
| 1960 | X-9                     | 125 cc     | Motocicleta                        |
| 1961 | Autocarro               | 275 cc     | Furgoneta (prototipus)             |
| 1961 | SSW-61 Sport            | 74 cc      | Motocicleta (competició velocitat) |
| 1961 | X-121                   | 175 cc     | Motocicleta                        |
| 1961 | Z-61 Rallye             | 74 cc      | Motocicleta (competició ral·li)    |
| 1961 | Z-61                    | 74 cc      | Motocicleta                        |
| 1962 | Motocarro VYP-62        | 100 cc     | Motocarro (prototipus)             |
| 1962 | SSW-62 Sport            | 98 cc      | Motocicleta (competició velocitat) |
| 1962 | W-62                    | 74/98 cc   | Motocicleta                        |
| 1962 | Z-61 Cabra Cross        | 74 cc      | Motocicleta (competició motocròs)  |

## Competició
Tot i que Mymsa tingué sempre interès per la competició, mai no va disposar d'un equip oficial de fàbrica, llevat del seu pilot de proves Juan Fernández. La política de l'empresa consistia a vendre motos "curses-client", amb el compromís d'encarregar-se del seu manteniment: el client només havia de satisfer l'import de la moto i tot el manteniment posterior anava a càrrec de l'empresa. L'endemà de la cursa, el pilot portava la moto a fàbrica i allà la hi revisaven i posaven a punt de franc.

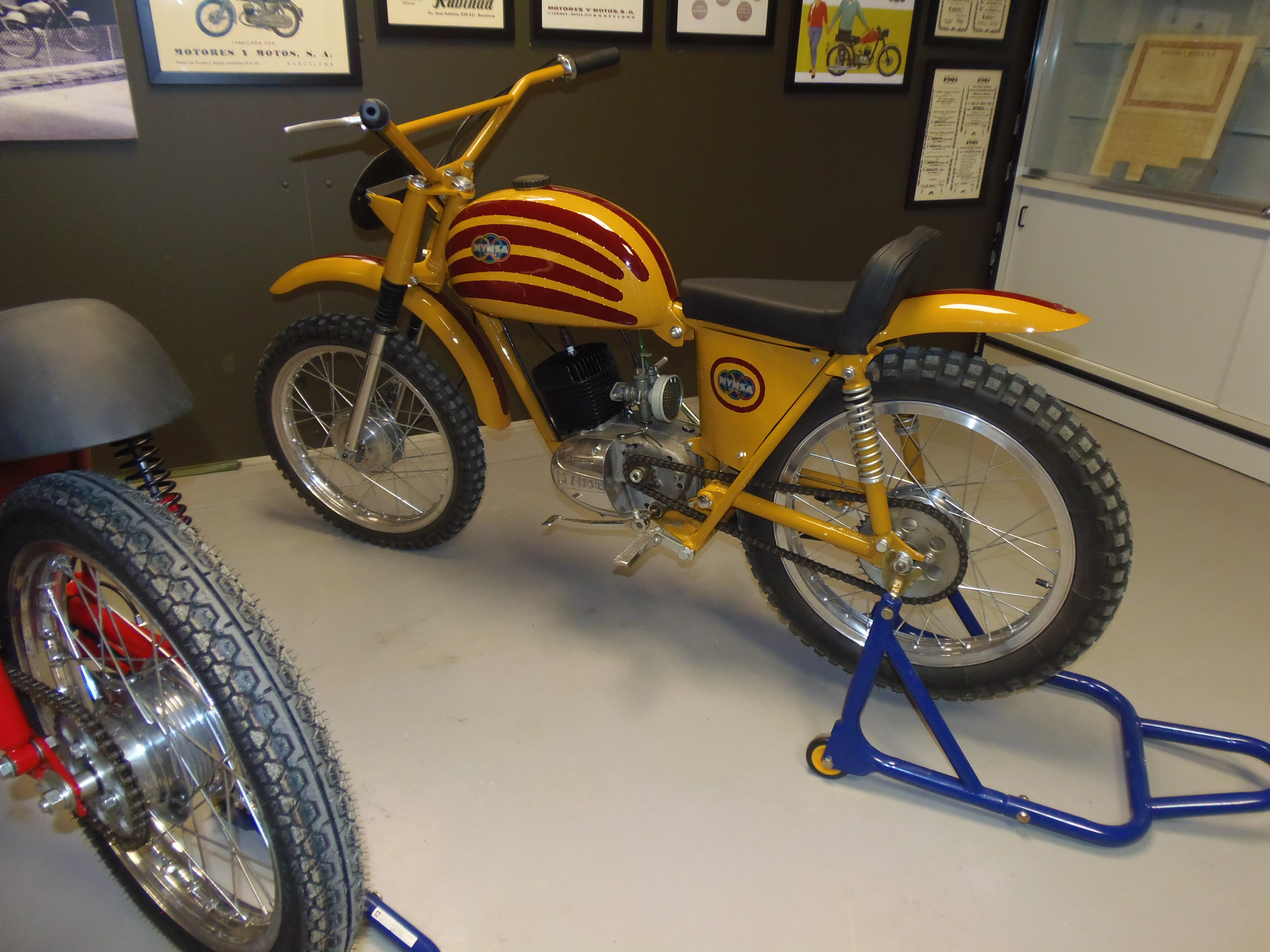
La Mymsa Z-61 "Cabra" que guanyà la cursa de 75cc del GP d'Espanya de 1962

Malgrat que els primers models de motocicleta Mymsa no eren esportius, sí que eren útils per a proves de regularitat i ral·lis. Durant l'etapa final de l'empresa, els models de 74 i 98 cc ja tenien un tarannà plenament esportiu i se'n varen fer servir moltes en curses de velocitat, pujades de muntanya i motocròs, a banda de seguir participant amb èxit en ral·lis: el març de 1962, Josep Maria Ribas fou el guanyador absolut en la categoria de motocicletes del X Ral·li Costa Brava amb una Mymsa 74, superant els potents equips de Montesa, Bultaco i OSSA (tots ells, amb motos de cilindrada superior), entre els quals hi havia destacats pilots com ara Luis Yglesias o José Sánchez.
Pel que fa al motocròs, cal destacar la victòria i el segon lloc que aconseguiren, respectivament, Juan Ramón López De la Torre i Francisco Fernández amb sengles Mymsa Z-61 Cross ("Cabra") a la prova de 75cc, complementària del Gran Premi d'Espanya de 1962, celebrada el 25 de febrer al circuit de Pedralbes. De la Torre i Fernández s'imposaren clarament en totes dues mànegues al potent equip oficial de Derbi, format entre d'altres per Andreu Basolí.
Com a curiositat, cal dir que la Cabra de motocròs anava pintada amb els colors de la senyera, per bé que dissimulats per tal d'evitar les prohibicions típiques de l'època. Els Aragall optaren per fer les quatre barres de color grana en comptes de vermell i alteraren també el to del groc, a la vegada que enganyaren les autoritats franquistes dient-los que la moto estava pintada així per tal d'emular els colors de l'escarabat de la patata.
Finalment, mereixen un esment especial els petits motors Mymsa de 74 cc, els quals adquiriren diversos fabricants per a instal·lar-los als seus productes. Aquest fou el cas de Bultaco: Manuel Soler i altres futurs campions, membres de la família Bultó, començaren a practicar el trial de ben petits a la finca familiar de Cunit -el Mas de Sant Antoni- amb uns prototipus infantils de Sherpa T, fets a mida i equipats amb motor Mymsa.